# 程克俊
程克俊（1089年—1157年），字元吁，宋朝饶州浮梁县（今江西省景德镇市东北）人，祖籍歙县（今安徽省歙县），宋高宗时参知政事。
宋徽宗宣和六年（1124年）进士，调任湖州（今浙江省吴兴市）刑曹，改太学。召对，论事切直，擢升为翰林学士。当时鄱阳学宫经兵火，权贵请以宫址为墓地。有旨同意这个奏请，程克俊封还制书，学宫没有迁徙。宋高宗绍兴十二年（1142年）自翰林学士迁端明殿学士，转任权参知政事，签书枢密院事。次年，六月因病请求去职，以端明殿学士知明州（今浙江省宁波市）。绍兴二十六年（1156年）六月，再任参知政事、中奉大夫，八月，再次因病请求去职，再任资政殿学士、提举洞霄宫。绍兴二十七年（1157年）七月卒，谥号忠靖。封鄱阳郡开国侯。著有《易通解》十卷、《内外制》二十卷，今佚。山西垣曲县发现的 “垣曲县店下样”为宋代运输解盐所用的标准石衡器，“店”为置货鬻物之处。“店下样”石刻有铭文293字，末刻有“张浩书，程克俊刊”字样。